# نيكي بيركنز
نيكي بيركنز (مواليد 2 أبريل 1990) عارضة أزياء وهي حاليًا مدوّنة متفرغة سودانية استرالبة اكتسبت شهرة في وسائل التواصل الاجتماعي. وهي وجه معروف في صناعة الأزياء، حيث صممت العديد من العلامات التجارية والمصممين. تمتلك نيكي قناة «يوتيوب» فردية التابعة لها، حيث تنشر بشكل أساسي محتوى متعلقًا بالماكياج والأزياء. وهي أيضًا نشطة للغاية على «إنستغرام»، حيث أسرت صورها المذهلة ما يقرب من مليون متابع.
 كانت متزوجة من «يوتيوبر» الأسترالية الشهيرة جيمي بيركينز، وظهر كل من نيكي وجيمي على قناة «يوتيوب» العائلية التي تستضيف مقاطع فيديو متعلقة بالحمل والوالدية، إلى جانب مدونة فيديو مخصصة لابنتيهما. إذا كنت لا تتابع صفحة يوتيوب للزوجين الأستراليين جيمي ونيكي بيركنز، فمن المحتمل أنك رأيت صورًا لعائلتهما على الأقل على إنستغرام. أحد أشهر الارتباطات الزوجية عرقية.

## نشأت
ولدت نيكي في مدينة الخرطوم، السودان ونشأت في ملبورن بأستراليا مع أسرتها كلاجئين من جنوب السودان. هي واحدة من سبعة أشقاء، 

## حياتها الشخصية
اقترح جيمي على نيكي في 26 أبريل 2012. الزواج الحدث الذي أدى إلى صعودهما إلى النجومية في وسائل الاعلام الاجتماعية جاء إلى حد كبير عن طريق الصدفة، أعرب جيمي في مقابلة مع صحيفة ديلي ميل أستراليا في سبتمبر، إن الأمر كله عندما كان يبحث عن مقترحات زفاف مبتكرة على موقع يوتيوب. «قام صديقي بتصويره وقمنا بتحميله على موقع يوتيوب لمشاركته مع العائلة». تزوجا الشريكين في 21 مارس 2013.
في 4 يوليو 2015، أعلنوا أنهم بانتظار طفلهم الأول. أنجبت نيكي ابنتهما الأولى آفا سارة في 24 يناير 2016. ثم أنجبت نيكي ابنتهما الثانية، زوي رين، في 29 مارس 2018.
لدى نيكي قناتها الشخصية الخاصة بالحمل، والسقوط، والجمال والأمومة. يمتلك الزوجين قناة يوتيوب ينشرون مقاطع فيديو أسبوعية معًا عن حياتهم اليومية، اكتسبت جيمي ونيكي شهرة شهيرة حيث شاركوا أكبر علاماتهم الزوجية، مثل مشاركتهم ورحلات الحمل، مع أتباعهم. لقد كانوا أيضًا شفافين بشأن تجاربهم اليومية كزوجين عرقيين. لكنهم توقفوا فجأة عن المشاركة في شهر يونيو. وشارك الزواجن بيركنز البيان: 
| نيكي بيركنز | "لقد أردنا أن ننتج مقطع فيديو تعالج سبب عدم قيامنا بالتدوين معا ولكن الحقيقة هي أنه كان مؤلما للغاية وهذا هو سبب التزامنا الصمت بشأن هذا الموضوع. لقد اتخذنا مؤخرًا القرار المؤلم بالفصل وخلال هذا الوقت العصيب ، نود أن نشكرك مقدمًا على احترامك لخصوصيتنا " | نيكي بيركنز |

. تنشر نيكي أيضًا صوراً لنفسها بدون خاتم زفافها، وقد أزالت «زوجة» من سيرتها الذاتية في إنستغرام. فيما يبدو أن الزوجين انفصلا فعلياً عن بعضهما.

## روابط خارجية
- نيكي بيركنز على إنستغرام
- Nikki Perkins على يوتيوب